# Sutorina
Sutorina (cyr. Суторина) – wieś w Czarnogórze, w gminie Herceg Novi. W 2011 roku liczyła 669 mieszkańców.